# Futakuchi-onna

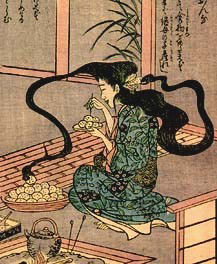
Futakuchi-onna.

La Futakuchi-onna es una criatura de la mitología japonesa.
Es una mujer que está afectada por una maldición convertida así, en yōkai. Futa-kuchi-onna significa "mujer de dos bocas" y de esta manera es representada, con una boca regular y otra extra en la nuca, incrustada en el cráneo, debajo del cabello.
La boca en la parte posterior de la cabeza pronuncia insultos y demanda alimentos a la mujer, si esta no es alimentada, la boca puede dar alaridos que causan un tremendo dolor en la mujer que padece la maldición. La Futakuchi-onna tiene la habilidad de mover sus cabellos como si fueran tentáculos, lo cual le sirve para alimentar a su segunda boca.
Usualmente esta maldición se atribuye a mujeres que no alimentan a sus hijastros dejándolos morir, mientras sí proporcionaban un buen cuidado a sus hijos naturales. El espíritu del niño abandonado, se instala en el cuerpo de la madrastra para tomar venganza y así la mujer es transformada en el yōkai Futakuchi-onna. Otras veces se atribuye la maldición a mujeres que no comen, entonces la boca en la parte posterior de su cabeza se alimenta por ambas bocas comiendo el doble.

## Cultura popular
- El Pokémon Mawile está basado en ella.
- En la película El hogar de Miss Peregrine para niños peculiares, Claire Densmore está basada en la leyenda japonesa de la Futakuchi-onna.
- En el juego Gegege No Kitarou para PlayStation, uno de los jefes es una futakuchi-onna.
- En el juego Skullgirls, el personaje de pelea Filia está basado en la Futakuchi-onna.
- En los juegos Onmyoji (Videojuego) y Onmyoji Arena, el personaje Futakuchi está basado en la Futakuchi-onna.
- En el próximo videojuego Mamono (un videojuego basado en Pokémon) la Futakuchi-onna es una de las posibles chicas monstruo entrenables.
- En el videojuego de Roblox The Mimic el personaje Rin está inspirado en Futakuchi-onna.
- Aparece en la película La Gran Guerra Yokai (The Great Yokai War) de 2005.